# Dardanus megistos
Dardanus megistos is een tienpotigensoort uit de familie van de Diogenidae. De wetenschappelijke naam van de soort is voor het eerst geldig gepubliceerd in 1804 door Herbst.